# Сен-Жюльен-Момон
Сен-Жюлье́н-Момо́н (фр. Saint-Julien-Maumont, окс. Sent Julian Momon) — коммуна во Франции, находится в регионе Лимузен. Департамент — Коррез. Входит в состав кантона Мейссак. Округ коммуны — Брив-ла-Гайярд.
Код INSEE коммуны — 19217.
Коммуна расположена приблизительно в 430 км к югу от Парижа, в 100 км южнее Лиможа, в 26 км к югу от Тюля.

## История
В 1793 году коммуны Сен-Жюльен и Момон были объединены в одну под названием Сен-Жюльен-Момон. Позже указом Конвента название коммуны было изменено на Лим-э-Монмон (фр. Lime-et-Monmont).

## Население
Население коммуны на 2008 год составляло 159 человек.
| 1962 | 1968 | 1975 | 1982 | 1990 | 1999 | 2008 |
| ---- | ---- | ---- | ---- | ---- | ---- | ---- |
| 180  | 196  | 195  | 161  | 157  | 155  | 159  |

## Экономика
В 2007 году среди 83 человек в трудоспособном возрасте (15-64 лет) 65 были экономически активными, 18 — неактивными (показатель активности — 78,3 %, в 1999 году было 73,4 %). Из 65 активных работали 62 человека (33 мужчины и 29 женщин), безработных было 3 (1 мужчина и 2 женщины). Среди 18 неактивных 6 человек были учениками или студентами, 10 — пенсионерами, 2 были неактивными по другим причинам.